# Гардаленд

Логотип Гардаленда

Гардаленд — третий по популярности развлекательный парк в Европе построенный на восточном берегу озера Гарда в Италии (коммуна Кастельнуово-дель-Гарда). Открыт в 1975 году. В 1984 году его посетило 1 миллион человек. В 2007 году в парке побывало 3,4 миллиона посетителей. Открыт и управляется частной инвесткомпанией Blackstone Group. Парк считается самым популярным в Италии. Сейчас в нем есть 7 основных аттракционов: Raptor, Blue Tornado, Magic Mountain, Sequoia Adventure, Orto Bruco, Mammut и Fuga da Atlantide. В июне 2008 г. через дорогу от парка открыт океанариум. В 2015 году в парке открылся первый в Италии "ныряющий" аттракцион - "Oblivion - The Black Hole". 